# Charles Olivier de Saint-Georges de Vérac
Pour les articles homonymes, voir Saint-Georges et Vérac.
Charles-Olivier de Saint-Georges, 4e marquis de Vérac (Château de Couhé-Vérac, 10 octobre 1743 – 28 octobre 1828), est un militaire et diplomate français des XVIIIe et XIXe siècles.

## Biographie
Charles-Olivier de Saint-Georges naquit le 10 octobre 1743, au château de Couhé-Vérac, en Poitou. Son père, son aïeul, son bisaïeul avaient été lieutenants généraux de cette province du Poitou, « où sa famille occupa le premier rang, et il était destiné à l’être lui-même » : il fut nommé, dès l'âge de 10 ans, à cette fonction .

### Carrière militaire
En 1757, il entre au service dans les mousquetaires, et en 1761, il entre en campagne, au milieu de la guerre de Sept Ans, en qualité d’aide de camp de Louis-Ferdinand de Croÿ, duc d'Havré, dont il avait épousé la fille à l’âge de seize ans. Il se distingue par sa valeur à l’armée, y est blessé au bras dans la journée de Willinghausen par le même boulet qui tua le duc d’Havré, son beau-père ; et « en récompense de ses valeureux services », il obtient le brevet de colonel « à la suite » de l'infanterie en 1763, avant d'être nommé en 1767, colonel du régiment des Grenadiers de France.
En 1770, il est promu au grade de mestre de camp, lieutenant du régiment Royal dragons, et, bientôt après, reçoit la croix de chevalier de Saint-Louis. 
La carrière militaire était alors le début de toute la noblesse, et l’on ne voyait aucun diplomate qui n’eût d’abord porté l’épée. Mais la diplomatie était la carrière pour laquelle le marquis de Vérac se sentait le plus de goût et d’aptitude.

### Diplomatie
En 1772, il est envoyé en qualité de ministre plénipotentiaire à la cour de Hesse-Cassel ; puis en 1774, à la cour de Danemark ; en 1779, à celle de Saint-Pétersbourg, « qui avait pris depuis quelque temps une place importante dans les affaires de l’Europe ». Il avait rapporté de cette cour de Russie, encore nouvelle alors, des renseignements, des récits et des peintures de mœurs et d’événements qui le rendirent fort intéressant à son retour, « car il excellait à raconter ». Du reste, les archives diplomatiques conservent la preuve de l’application qu’il avait mise à découvrir, défendre, prévoir pour l’avenir les intérêts de la France dans ce lointain et puissant empire qui s’élevait.

Il en est rappelé en 1781, pour être nommé ambassadeur en Hollande. Transporté des quais de la Néva aux rives du Zuyderzée, où la tâche est différente et peu facile entre « les deux nuances gouvernementales » qui divisaient les Provinces-Unies. Il n’hésite pas à se prononcer contre l’agrandissement et la consolidation de la maison d'Orange, que l’Angleterre et la Prusse soutenaient, et ne craint pas d’agir auprès des États généraux pour retirer au stathouder le gouvernement de La Haye. Désavoué par la cour de France, il y est rappelé. 

« Son indépendance et sa conviction ne voulurent point s’effacer devant ce qu’il regardait comme l’intérêt de la politique française. Qui peut blâmer de pareils sentiments ? »

— Michaud, Biographie universelle ancienne et moderne
 Il reste alors quatre ans sous la remise, selon l’expression du temps, et en 1789, est chargé d’aller remplacer M. de Vergennes en Suisse, en qualité d’ambassadeur.
Après les journées de juin 1791, qui avaient ramené de Varennes le roi captif à Paris, le marquis de Vérac envoie sa démission et part pour Lindau, d’où successivement il se rend à Venise, Florence, et revient à Ratisbonne. Dès son départ, il est inscrit sur la liste des émigrés, et par conséquent toutes ses propriétés sont confisquées et vendues, ses châteaux démolis, ses titres brûlés, « tout son mobilier fut mis au pillage ; en un mot, tout ce qu'il possédait en France devint la proie de la fureur révolutionnaire ».
Il rentre en France en 1801, après sa radiation de la liste des émigrés, et y vit dans la retraite, jusqu’à ce qu’en 1814 « les destinées de la France y ramenassent ses anciens rois ». 
Louis XVIII reconnaît alors la fidélité et les services du marquis de Vérac, maréchal de camp depuis 1781, en l’élevant au grade de lieutenant général en 1816 . 
Le roi Louis XVIII, dès 1814, avait bien voulu lui rendre les « grandes entrées » de la cour , que le roi Louis XVI lui avait accordées en 1779 .
Le marquis de Vérac, retiré de la vie active, consacre ses dernières années à sa famille et à une société intime dont il faisait le charme par son esprit et ses souvenirs. Il « termina sa carrière » le 28 octobre 1828.

### Armoiries
Écartelé: aux 1 et 4, d'argent, à la croix de gueules ; aux 2 et 3, fascé ondé enté d'argent et de gueules de six pièces (de Rochechouart).,,
- Supports : deux sirènes[1] ;
- Cimier : une Mélusine[1].
- Devise : « Nititur Per Ardua Virtus[1] ».

### Ascendance & postérité
Charles Olivier de Saint-Georges était le fils de François Olivier de Saint-Georges (1707-1753), marquis de Vérac et Elisabeth Marie de Riencourt (1720-1745), dame d'Orival. Par sa mère, il est l'arrière petit fils de Charles François d'Angennes.
- De son mariage, le 24 avril 1760, avec Marie Charlotte Joséphine Sabine de Croÿ d'Havré (1740 - Copenhague (Danemark), 27 février 1776), fille de Louis-Ferdinand de Croÿ (1713-1761), duc d'Havré et Marie-Louise de Montmorency-Luxembourg (1716-1764), il eut :
  - Charles François Marie Joseph (Paris, 31 octobre 1761 - 19 juin 1763) ;
  - Anne Louis Joseph César Olivier (Paris, 22 juillet 1763 - Paris, 13 février 1838), 5e marquis de Vérac, marié, le 24 octobre 1785 à Paris, avec Gabrielle Françoise Eustachie († 15 juin 1822), fille de Charles François Gaspard Fidèle de Vintimille, sans postérité. César de Vérac fut marié très-jeune à mademoiselle de Vintimille, fille du comte de Vintimille, chevalier d'honneur de madame la comtesse d'Artois, qui obtint pour son gendre la survivance de cette place. Le comte de Vérac suivit la princesse en émigration, servit il l’armée des princes, et rentra en France quand les circonstances le permirent. Il fut nommé, à la Restauration, gentilhomme d’honneur de Monsieur, comte d'Artois, et plus tard, un des quatre chambellans de Charles X de France[7].
  - Alphonse Christian Théodoric Joseph Olivier (né le 16 février 1765 - Paris) ;
  - Anne Justine Elisabeth Joséphine (née le 13 avril 1767 - Paris), mariée, le 27 avril 1779 à Paris, avec Benjamin Léonor Louis Frotier (1760-1806), marquis de La Coste-Messelière, colonel de cavalerie, ministre plénipotentiaire, député aux États généraux de 1789, député du Cantal à la Convention nationale, préfet napoléonien (Allier), dont postérité ;
  - Armand-Maximilien-François-Joseph-Olivier (Paris, 1er août 1768 - château du Tremblay-sur-Mauldre, 13 août 1858), marquis de Vérac, maréchal de camp, gouverneur du château de Versailles (1819-1830), marié, le 12 mai 1810 à Paris, avec Euphémie de Noailles (1790-1870), dont :
    - Postérité

  - Gabriel Louis Christian Joseph († 10 mars 1839 à Paris). Gabriel de Vérac fut chevalier de Malte et chevalier de Saint-Louis. Il servit à l’armée des princes et en Espagne[7].

## Pour approfondir